# Автошлях США 40
Автошлях США 40 (US Route 40 або US Highway 40, US 40) — також відомий як Головна вулиця Америки (прізвисько, яке має спільний псевдонім із Автошляхом США 66), — це головне шосе зі сходу на захід, що проходить через Сполучені Штати. Від гірських до середньоатлантичних штатів. Як і більшість маршрутів, номери яких закінчуються нулем, US 40 колись проходив через усі Сполучені Штати. Це одне з перших шосе в США, створених у 1926 році, і його початкові кінці були в Сан-Франциско, та Атлантик-Сіті. Зараз автошлях 40 закінчується на перехресті з I-80 у Сільвер-Саміті, недалеко від Солт-Лейк-Сіті. На захід від цієї точки US 40 було функціонально замінено I-80, і коли ці сегменти I-80 були побудовані, західна частина US 40 була скорочена кілька разів.
Починаючи з західного кінця в Юті, US 40 перетинає загалом 12 штатів, включаючи Колорадо, Канзас, Міссурі, Іллінойс, Індіану, Огайо, Західну Вірджинію, Пенсільванію, Меріленд, Делавер і Нью-Джерсі. Автошлях 40 проходить через або повз великі міста, включаючи Денвер, Канзас-Сіті, Сент-Луїс, Індіанаполіс, Колумбус, Балтімор і Вілмінгтон. Уздовж маршруту розташовані три колишні та чотири нинішні столиці штатів. Більшу частину маршруту US 40 проходить паралельно або одночасно з кількома основними міжштатними магістралями: I-70 від Денвера, до Вашингтона, і знову з Генкока, штат Меріленд, до Балтімора; I-64 у деяких штатах Міссурі та Іллінойс; I-68 уздовж Maryland Panhandle; і I-95 від Балтімора до Нью-Каслу.
Маршрут був побудований поверх кількох старіших автомагістралей, зокрема en та en. Національна дорога була створена в 1806 році згідно з актом Конгресу, щоб стати першим федеральним проектом будівництва шосе. Після завершення він з'єднав Камберленд, з Вандалією. Шосе Перемоги було визначено як меморіал ветеранам Першої світової війни та проходило від Канзас-Сіті, штат Міссурі, до Сан-Франциско. Серед інших важливих доріг, які стали частиною US 40, є Зейнс-Трейс в Огайо, Бреддок-роуд у Меріленді та Пенсільванії, частина Блек-Хорс-Пайк у Нью-Джерсі, частина Орегонського шляху в Канзасі та Шосе Лінкольна по всій Каліфорнії.